# ガンディーナガル
ガンディーナガル（グジャラート語: ગાંધીનગર、ヒンディー語: गाँधीनगर、英語: Gandhinagar）は、インド北西部グジャラート州の州都。2011年現在の人口は約21万人。
グジャラート州出身のマハトマ・ガンディーにちなんで名づけられた。意味は「ガンディーの町」である。日本語ではガンジーナガル（外務省ではこの表記を採用）、ガンディナガル、ガーンディーナガル、ガンディナガール、ガーンディーナガルとも表記される。
ヒンドゥー教のスワミーナーラーヤン派の総本山アクシャルダム寺院が存在する。

## 地理
グジャラート州の中心都市アフマダーバードから北東へ32km離れた場所にあり、サーバルマティー川沿いに位置している。

## 歴史
ガンディーナガルは計画都市として建設された。イギリス領インド帝国のボンベイ管区は独立後にボンベイ州となったが、1956年から各州を言語別に再編する事業が始まり、1960年にはボンベイ州はグジャラート語を話す地方からなるグジャラート州と、マラーティー語を話す地方からなるマハーラーシュトラ州に分割された。
グジャラート州の当面の州都はアフマダーバードに置かれたが、新たな州都を作る計画が持ち上がり、建築家H.K. Mewadaの設計により建設された新都市ガンディーナガルが1970年にアフマダーバードに代わりグジャラート州の州都となった。インドの州都では、パンジャーブ州の州都チャンディーガルに続き2番目となる計画都市である。

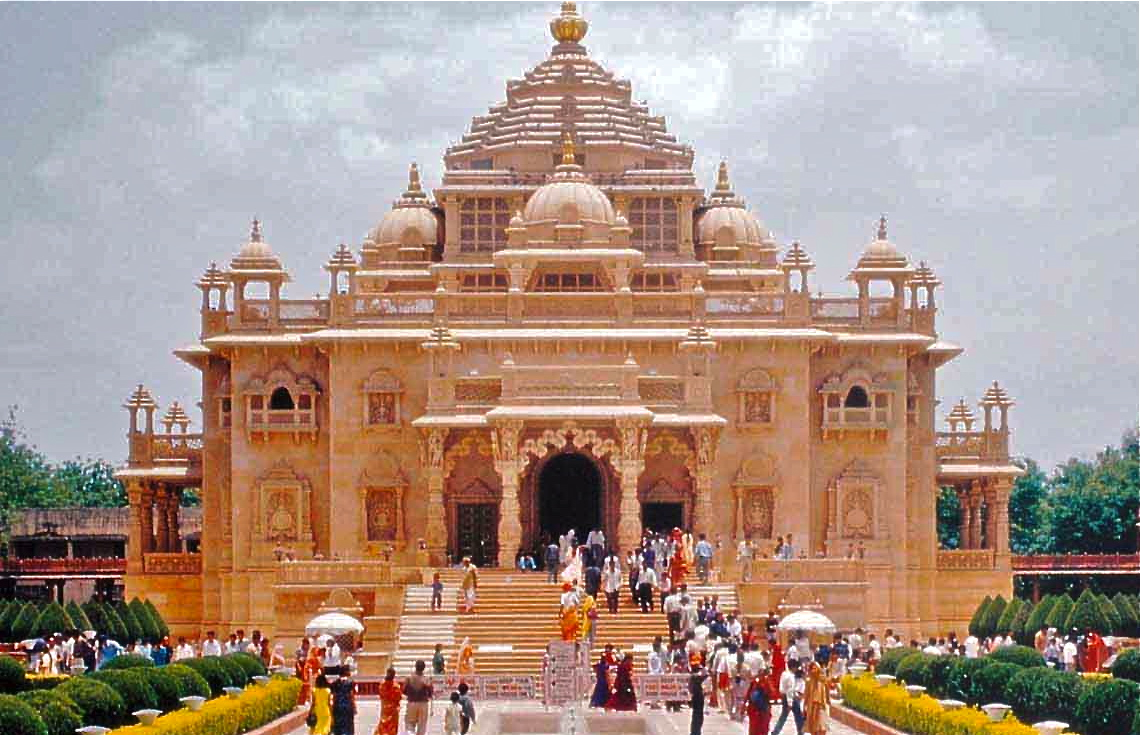
ヒンドゥー教寺院